# Banpresto
Banpresto Co., Ltd. (яп. 株式会社バンプレスト Кабусики-гайся Бампурэсуто) — японская компания, занимающаяся производством аркадных автоматов, а также разработкой и изданием видеоигр. Она была основана в апреле 1977 года и в то время носила название Hoei Sangyo Co. Ltd. В 1982 году её переименовали в Coreland. На протяжении 80-х годов XX века компания служила в основном вспомогательным подразделением для фирмы Sega, занимаясь аркадными автоматами. Начиная с 1989 года ею частично владела компания Bandai; как раз в то время она получила своё текущее название Banpresto. В марте 2006 года Namco Bandai Holdings, Inc. окончательно приобрела Banpresto, сделав её одним из своих подразделений.
Banpresto создала большое количество видеоигр, выходивших только в Японии, наиболее заметными из которых стали серии Super Robot Wars и Summon Night. Обе серии заслужили такую популярность, что были частично выпущены и для американского рынка. Другие проекты Banpresto включают игры по аниме, такие как Slam Dunk (эмулятор игры в баскетбол), Tenchi Muyo! (RPG), Panzer Bandit, Slayers и несколько игр по сериалу «Сейлор Мун», относившихся к различным жанрам. Кроме того, Banpresto выпускает несколько разновидностей игровых автоматов, в которых игроку предлагается самостоятельно достать себе приз, управляя механической «рукой».
В 2008 году функции Banpresto, связанные с производством видеоигр, взяла на себя Namco Bandai Games. Два подразделения Banpresto, Pleasure Cast Co. Ltd и Hanayashiki Co. Ltd, в результате слияния стали подразделениями Namco. После этого Banpresto начала заниматься игровыми автоматами.